# Blue Harvest
Blue Harvest es un episodio nominado a un Emmy de la sexta temporada (séptima en España) de la serie televisiva Padre de familia.
Este episodio es en su totalidad una versión original de Star Wars producido como homenaje a la legendaria película de ciencia ficción. 
Lanzado al mercado directamente en DVD, Blue Harvest se estrenó en Estados Unidos el 23 de septiembre de 2007 en conmemoración del trigésimo aniversario de Star Wars. El título del episodio hace referencia al nombre en clave que se empleó en la película Return of the Jedi; se eligió Blue Harvest para despistar a los fanes y que no estorbaran durante el rodaje. Fue dirigido por Dominic Polcino y escrito por Alec Sulkin.

## Argumento
Todo comienza cuando la familia Griffin está viendo la televisión y ocurre un apagón, para pasar el tiempo Peter decide contar la historia de Una nueva esperanza pero la cambia de manera que los personajes de Padre de familia pasan a ser los protagonistas.
La nave real Tantive IV es atacada por el Star destroyer y finalmente es invadida por las fuerzas imperiales, las cuales buscan los planos de la estrella de la muerte que la Princesa Leia (Lois) ha robado; pero antes de que la secuestren los envía y graba un mensaje en R2-D2 (Cleveland) para Obi-Wan Kenobi (Herbert); pero R2-D2 va a la velocidad de un Windows y tiene varias complicaciones por lo que R2 decide llevárselo por su cuenta. 
Leia es finalmente secuestrada y llevada ante Darth Vader (Stewie), mientras que R2-D2 (Cleveland) y C3PO (Quagmire) consiguen huir en una cápsula y llegan hasta Tatooine. Una vez allí son capturados por los jawas (uno de ellos, Mort Goldman) y son vendidos a Owen y Beru Lars (Carter y Barbara Pewterschmidt). Mientras tanto Darth Vader descubre que en la estrella de la muerte hay un punto vulnerable, por lo que ordena que se repare.
Luke Skywalker (Chris) desea profundamente formar parte de la rebelión y luchar contra el imperio mientras a su alrededor suena una música de fondo que resulta ser de John Williams, quien dirige a la orquesta sinfónica de Londres. Por la noche, mientras repara a R2-D2, Luke pone en marcha el mensaje de la princesa Leia en el cual pide ayuda.
Al día siguiente, R2 escapa y Luke y C3PO van en su búsqueda. Una vez han dado con él, son atacados por un morador de las arenas (Opie) pero son salvados por Obi-Wan (Herbert), que los conduce a su guarida. Allí Luke le pide a R2 que muestre el mensaje en el que explica los planos de la estrella de la muerte. Obi-Wan le pide que le acompañe hasta Alderaan y le da su Sable de luz, pero pronto descubre que los imperiales han seguido la pista de los droides y empieza a temer por sus tíos. Luke vuelve a casa pero allí lo que encuentra es un rastro de destrucción: Owen y Beru carbonizados y con ellos el propio John Williams y su orquesta.
Se lamenta después de que el resto de la película se tenga que hacer con la colaboración de Danny Elfman, al cual Luke acaba decapitando con la espada láser, tras unos pocos segundos de música.
Luke, Obi-Wan y los droides viajan a Mos Eisley en busca de alguien que les lleve hacia Alderaan. Después de entrar en una cantina local y esconder a los droides, Obi-Wan y Luke conocen al contrabandista Han Solo y Chewbacca (Peter y Brian), al cual prometen pagar para que les lleve hasta el planeta. Acceden a llevarlos hasta Alderaan en el Halcón Milenario, pero cuando se dispone a enseñarles la nave, son atacados por los imperiales, por lo que se ven obligados a huir. Para esquivarlos, Han decide escorarse a la izquierda para despistarlos y lo consigue. El Halcón milenario alcanza el Hiperespacio y escapan; mientras tanto, en la estrella de la muerte, el gran Wilhuff Tarkin (Adam West) decide probar el rayo destructor contra Alderaan, con lo cual obliga Leia a ser testigo de la destrucción de su planeta natal.
La tripulación del Halcón Milenario llega más tarde hasta donde se supone que debía estar Alderaan, pero en lugar de eso se encuentran en un campo de asteroides. Luke les sugiere que se escondan tras un Satélite que él ve a lo lejos, pero que resulta ser la Estrella de la muerte, donde al final son capturados por un Campo de tracción. 
Cuando los imperiales se disponen a abordar el Halcón milenario, son vencidos por los tripulantes de la nave, y Luke y Han Solo se disfrazan de imperiales, y se llevan a Chewbacca esposado para evitar sospechas. Una vez dentro de la estación espacial, Luke, Solo y Chewbacca van en busca de la princesa mientras Obi-Wan se dirige a la sala de mandos a desactivar el campo de tracción. Se despide de Luke por si no se vuelven a ver, mediante un número musical original del film Dirty dancing durante el que bailan con los imperiales.
Llegan a la sala de las armas y matan a uno de los guardias (Fouad) para evitar ser detectados. Al mismo tiempo, localizan la celda de Leia, pero el disparo que acaba con la vida del guarda se ha oído y otro guardia se pone en contacto por radio.
Para evitar sospechas Han Solo decide distraerlo, mientras Luke encuentra a la princesa y la rescata. Cuando se encuentran los cuatro acorralados por los imperiales, Leia le coge el arma a Luke y dispara contra un conducto creando un agujero, el cual les lleva al vertedero de la estrella de la muerte, pero las paredes se empiezan a estrechar y la vida de los cuatro está en peligro. Mientras C3PO y R2D2 que escuchan al otro lado los gritos de pánico, deciden fumar la Marihuana que C3PO le había guardado al segundo droide; en cuanto C3PO se encuentra colocado empieza a entrarle una paranoia y a tener miedo. Tranquilizado por R2, C3PO echa la cabeza para atrás y aprieta un botón que desactiva la función del compresor y las paredes se alejan. Pronto Han y Chewacca ven que hay un sofá en perfectas condiciones y Han decide llevárselo aun a pesar del riesgo de la misión y de que tanto su vida como la de sus compañeros corre peligro.
Obi-Wan finalmente apaga el haz tractor mientras procura evitar a los imperiales, pero es descubierto por Darth Vader con el que acaba enfrentándose. En el momento de empezar el duelo con los sables de luz, la espada falla hasta que aparece Luke y la "espada" se vuelve recta. Obi Wan se distrae y Darth Vader aprovecha para matarlo.
Una vez que se han ido de la estrella de la muerte, Leia trata de consolar a Luke, pero Solo viene enseguida a decir que aún no ha acabado todo y que tienen que hacer frente a los cazas TIE. Enseguida se entabla un combate y Solo recibe el apoyo de Leslie Nielsen (que aparece por detrás al igual que sucedía en la película Airplane!), por lo que escapan a la base rebelde de Yavin IV.
Ya fuera de peligro, los rebeldes se unen para lanzar un ataque contra el imperio una vez recuperados los planos que la princesa Leia sustrajo y después de ver un vídeo de "cómo destruir la estrella". Mientras se preparan para el asalto, Luke se reencuentra con un viejo amigo, Biggs Darklighter (Joe), que se quedó paralítico al caérsele encima un ala de un Y-Wing. Mientras Han Solo y Chewbacca se preparan para volver tras ganar su recompensa por rescatar a la princesa Leia, Luke se apunta en el escuadrón con los otros pilotos para lanzar el ataque contra la estrella.
La Batalla de Yavin empieza a desarrollarse, con el coste de las vidas de algunos rebeldes, mientras Luke, exhausto, escucha la voz de Obi-Wan que le pide que use la fuerza en el justo momento que Vader esté detrás de él. Y cuando Darth Vader está a punto de disparar, de pronto aparecen de la nada Solo y Chewacca dispuestos a ayudar a Luke, por lo que Vader, confuso, choca con otro que había a su lado y por inercia sale disparado y Luke aprovecha para disparar dentro del agujero con lo que la estrella de la muerte explota.

## Reparto
| Personajes principales - Chris Griffin como Luke Skywalker. - Peter Griffin como Han Solo. - Lois Griffin como Princesa Leia. - Stewie Griffin como Darth Vader. - Brian Griffin como Chewbacca. - Glenn Quagmire como C3PO. - Cleveland Brown como R2D2. - John Herbert como Obi-Wan Kenobi. - Adam West como Wilhuff Tarkin. | Personajes secundarios - Carter Pewterschmidt como Owen Lars. - Barbara Pewterschmidt como Beru Lars. - Jake Tucker como Droide. - Mort Goldman como Jawa. - Opie como Morador de las arenas. - Bruce como Greedo. - Tom Tucker como Presentador imperial. - Dianne Simmons como Presentadora imperial. - Ollie Williams como Meteorólogo imperial. - Fouad como Guardia imperial. - Meg Griffin como Dianoga. - RJ como Guardia imperial. - Joe Swanson como Biggs Darklighter. |

## Producción
En 2007, la convención internacional de Comic-Con mostró una serie de fragmentos del episodio Blue Harvest, que daba inicio a la sexta temporada, y presentaba los personajes de Padre de familia como los personajes de Star Wars. El episodio se estrenó el 23 de septiembre de 2007 con algunos ligeros cambios sobre los mostrados en la convención. Partes de este episodio se enseñaron en la celebración del trigésimo aniversario de la saga Star Wars, saga de la que Seth MacFarlane es un fan incondicional desde su infancia, por lo que fue invitado especial en la gala. El capítulo contó en todo momento con el apoyo oficial de Lucasfilm, y, en especial, con el de George Lucas quien en una entrevista con MacFarlane, dijo tener todos los capítulos de Padre de familia en TiVo.
MacFarlane agradeció a todo el equipo productivo de Padre de familia su esfuerzo y su gran labor en la creación del episodio.
Blue Harvest contó con las colaboraciones de varios actores y personajes notables que pusieron voces a los personajes de dibujos animados,  entre los que se encuentra Rush Limbaugh que hizo un particular cameo, en que es la voz de la radio en el que C3PO (Quagmire) y Luke (Chris) viajan y la de uno de los rebeldes en los X-Wing. Chevy Chase y Beverly D'Angelo reinterpretan sus papeles que ya hicieran en National Lampoon's Vacation. Mick Hucknall, miembro de Simply Red y Helen Reddy prestan sus voces a sus respectivos personajes. Judd Nelson hace una autoparodia de la película en la que ya actuó The Breakfast Club.